# Clepsydra (Italiaanse band)
Clepsydra is een Italiaanse psychedelische rockband die in 2002 werd opgericht in Teramo door Fabio Di Gialluca (zang en gitaar) en Danilo Ricci (drummer). 

## Geschiedenis
Nadat een band een tijdlang in het clubcircuit had opgetreden brachten zij in samenwerking met bassist Alessandro Petraccia twee zelfgeproduceerde EP's uit, The Breath Of The Dog (2005) en Foam (2006).
Zij kregen vervolgens een contract bij MP Records en met de nieuwe bassist Phil De Rubeis brachten zij hun eerste studioalbum Second Era Of Stonehenge uit. Met opnieuw een andere bassist, Luca Trifoni werd in 2009 het tweede album In Other Sunsets uitgegeven, een conceptalbum waarbij het geluid van de band werd aangevuld met veel viool-, synthesizer-, percussie-, sitar- en orgelgeluid.
Op het label Go Down Records werd het derde album, Marmalade Sky in 2011 uitgegeven. Phil De Rubeis was opnieuw de bassist tijdens de opnames, maar bij de daaropvolgende tour  werd hij vervangen door Mattia Di Bernardo. In 2015 volgde het vierde album Tropicarium waarop Sandro Abbondanza als gitarist deelneemt.

## Huidige bezetting
- Danilo Ricci - drums en percussie
- Mattia Di Bernardo - zang en bas
- Sandro Abbondanza - keyboards
- Fabio Di Gialluca - zang en gitaar